# Форествил (Висконсин)
Форествил (енгл. Forestville) град је у америчкој савезној држави Висконсин.

## Демографија
По попису из 2010. године број становника је 430, што је 1 (0,2%) становника више него 2000. године.
| Група             | 2000.       | 2010.       |
| Белци             | 425 (99,1%) | 414 (96,3%) |
| Афроамериканци    | 3 (0,7%)    | 0 (0,0%)    |
| Азијати           | 0 (0,0%)    | 0 (0,0%)    |
| Хиспаноамериканци | 0 (0,0%)    | 8 (1,9%)    |
| Укупно            | 429         | 430         |